# Deneuille-les-Mines
Deneuille-les-Mines – miejscowość i gmina we Francji, w regionie Owernia-Rodan-Alpy, w departamencie Allier.

## Demografia
Według danych na rok 1990 gminę zamieszkiwało 338 osób, a gęstość zaludnienia wynosiła 14 osób/km². W styczniu 2015 r. Deneuille-les-Mines zamieszkiwało 358 osób, przy gęstości zaludnienia wynoszącej 14,8 osób/km².